# Anadoras
Anadoras – rodzaj słodkowodnych ryb sumokształtnych z rodziny kirysowatych (Doradidae).

## Występowanie
Ameryka Południowa – dorzecze Amazonki, a A. weddellii w dorzeczach Mamoré, Paragwaju i Pilcomayo.

## Klasyfikacja
Gatunki zaliczane do tego rodzaju:
- Anadoras grypus
- Anadoras insculptus
- Anadoras regani
- Anadoras weddellii

Gatunkiem typowym jest Doras grypus (A. grypus).